# Armia Krajowa
Lực lượng Armia Krajowa, còn được biết tới là Quân đội Nhà (Home Army) (tiếng Ba Lan: Armia Krajowa; phát âm tiếng Ba Lan: [ˈarmʲa kraˈjɔva], gọi là AK), là lực lượng chủ lực của Ba Lan trong suốt Chiến tranh thế giới thứ hai khi Ba Lan phải đối mặt với hiểm nguy từ Đức Quốc xã và sau đó là Liên Xô trong suốt cuộc chiến. Nó được thành lập năm 1942 từ lực lượng Liên minh vũ trang. Khởi phát là lực lượng nhỏ, tổ chức này đã lớn dần lên theo thời gian và tạo chỗ đứng hàng đầu. Họ trung thành với Chính phủ Ba Lan lưu vong ở Luân Đôn trong suốt cuộc chiến và là lực lượng chủ đạo của Nhà nước ngầm Ba Lan.
Con số ước tính về số quân Ba Lan tham chiến vào năm 1944 của lực lượng này nằm giữa 200.000-600.000, tạo nên lực lượng du kích gần như là lớn nhất châu Âu tham chiến chống phát xít Đức. Lực lượng này giải tán vào năm 1945 sau khi Hồng Quân kéo vào Ba Lan.
Lực lượng này đã mật phục các lữ đoàn phát xít Đức năm 1943 cho tới 1944, và một số trận đánh đã nổ ra. Tuy nhiên, hoạt động nổi tiếng nhất của lực lượng này chính là Khởi nghĩa Warszawa.
Mặc dù là đồng minh của Liên Xô, tuy nhiên do trung thành với chính phủ lưu vong, Liên Xô đã coi lực lượng này là một mối đe dọa cho kế hoạch tương lai nhằm biến Ba Lan thành một nhà nước theo Chủ nghĩa Cộng sản. Vì vậy sau năm 1945, lực lượng ủng hộ nhóm này đã bị đặt ngoài vòng pháp luật cho tới năm 1989 khi Ba Lan tái lập nhà nước Cộng hòa.

## Lịch sử

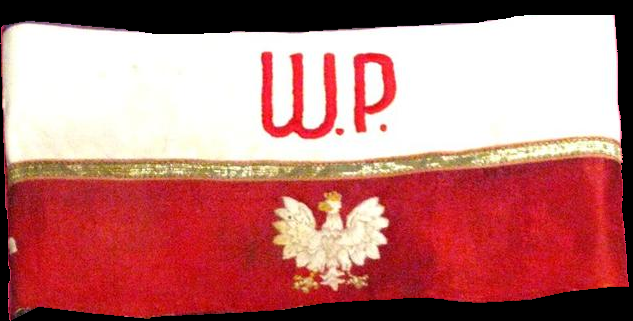
Phù hiệu của Lính Quân đội Nhà

Lực lượng này ra đời vào năm 1942, nhưng trước đó, nó xuất phát từ lực lượng Phục vụ vì Vinh quang Ba Lan (Służba Zwycięstwu Polski) của tướng Michał Karaszewicz-Tokarzewski, vào 27 tháng 9 năm 1939, sau một loạt Cuộc tấn công Ba Lan (1939) và Liên Xô tấn công Ba Lan bởi cả Đức và Nga. 17 tuần sau, vào 17 tháng 11 năm 1939, họ chuyển sang lực lượng vũ trang (Związek Walki Zbrojnej) do tướng Władysław Sikorski đứng đầu. Chính lực lượng này vào 3 năm sau, đã chuyển thành lực lượng Quân đội Nhà ngày nay.
Lực lượng này được coi là lực lượng chủ lực của Chính phủ lưu vong Ba Lan. Gần như lực lượng này được coi là chìa khóa sống còn để chính phủ lưu vong Ba Lan, nếu như theo dự tính là sẽ trở về nằm quyền khi chiến tranh kết thúc. Dù vậy, đôi lúc nó hoạt động khá độc lập với Chính phủ lưu vong.
Cho tới trước năm 1944, lực lượng chủ yếu hoạt động ngầm, với việc đánh phá, hủy hoại trạm liên lạc, kho lương thực và nhu yếu phẩm của quân Đức; đồng thời giải phóng tù nhân và ám sát những kẻ thân phát xít. Ngoài ra còn có lực lượng tình báo riêng nữa.

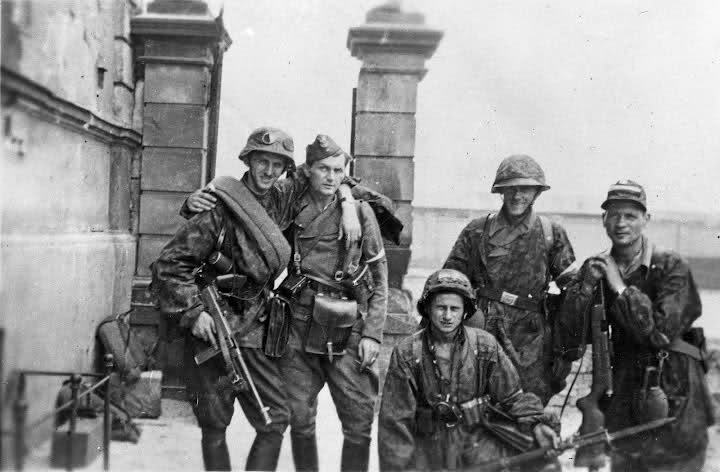
Lính thuộc Kedyw Kolegium A ở phố Stawki thuộc quận Wola, Khởi nghĩa Warszawa, 1944

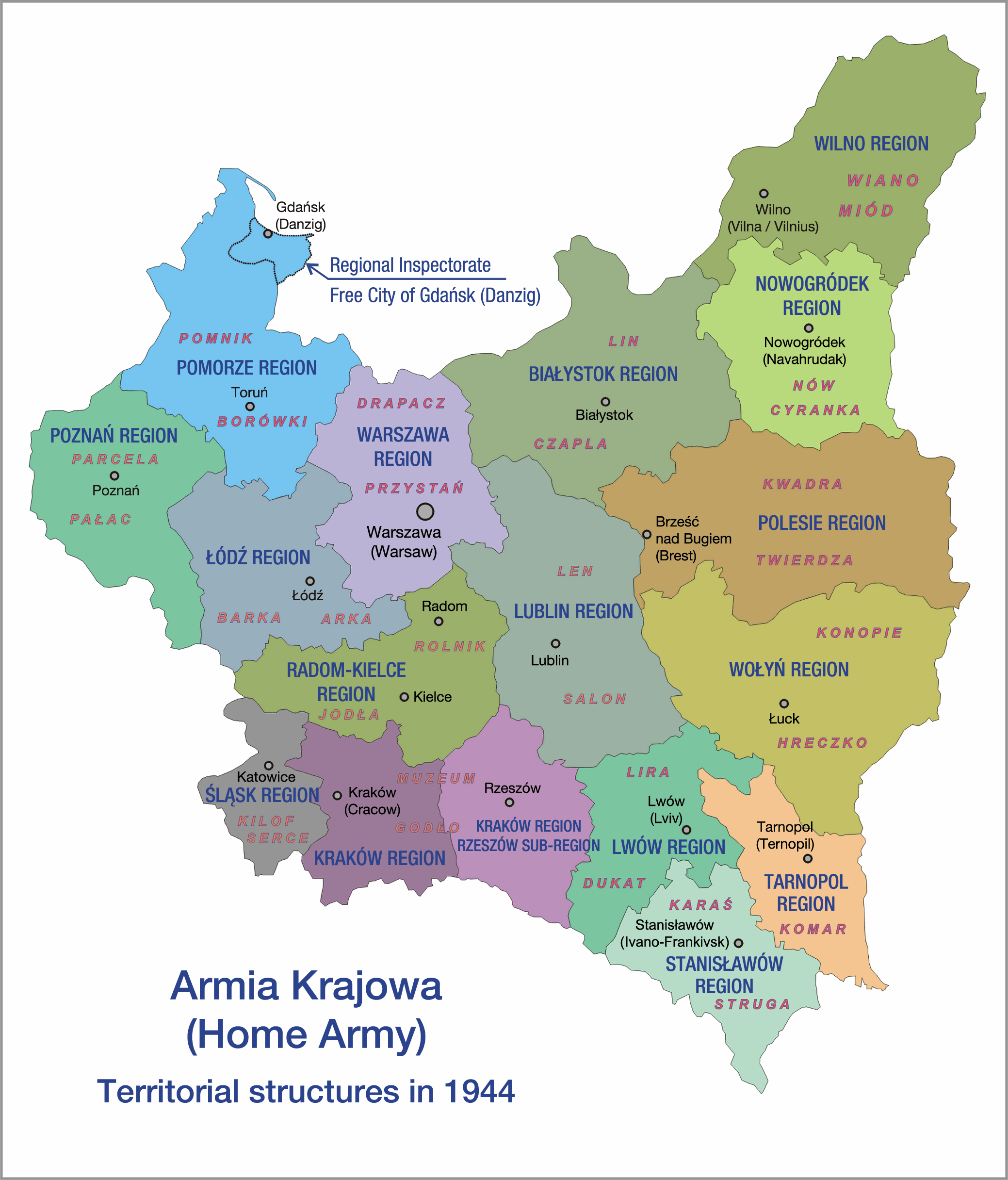
Cơ cấu tổ chức vùng, 1944

## Quan hệ

### Với người Do Thái

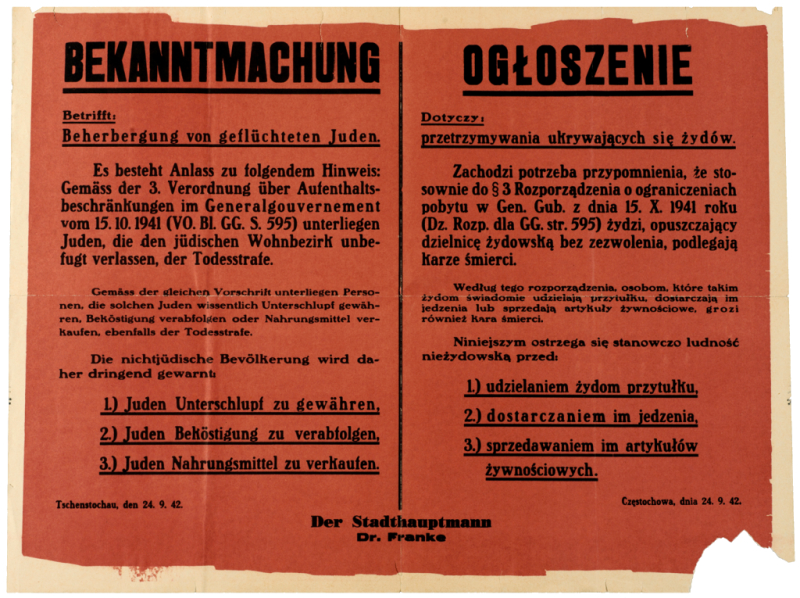
NOTICECảnh báo đối với người Do Thái đang trốn Ba Lan:the Sheltering of Escaping Jews. There is a need for a reminder, that in accordance with paragraph 3 of the decree of ngày 15 tháng 10 năm 1941, on the Limitation of Residence in General Government (page 595 of the GG Register) Người Do Thái rời khỏi khu phố Do Thái mà không được phép cũng sẽ phải chịu án tử hình
Những người cố ý giúp đỡ những người Do Thái bằng cách cung cấp nơi trú ẩn, cung cấp lương thực hoặc bán thực phẩm cho họ sẽ phải chịu án tử hình. This is a categorical warning to the non-Jewish population against:
1) Providing shelter to Jews,
2) Supplying them with Food,
3) Selling them Foodstuffs.
Częstochowa 9/24/42 Der Stadthauptmann
Dr. Franke

Bị ảnh hưởng bởi Chủ nghĩa bài Do Thái, lực lượng này không chấp nhận kết nạp người Do Thái làm thành viên. Tuy nhiên, các hồ sơ xác nhận rằng có nhiều người Do Thái là thành viên của Quân đội này như Julian Aleksandrowicz, Stanisław "Shlomo" Aronson, Alicja Gołod-Gołębiowska, Leon Kopelman, Marceli Handelsman, Jerzy Makowiecki và Ludwik Widerszal (3 người còn lại là chỉ huy cấp cao), trong khi Ignacy Schwarzbart và Szmul Zygielbojm, là những lãnh đạo cao cấp của chính phủ lưu vong Ba Lan. Thế nhưng không có đại diện Do Thái nào sau khi kết thúc chiến tranh.
Đã có báo cáo về các cá nhân hoặc nhóm lính thuộc quân đội này có hành vi bạo hành chống lại người Do Thái, nhưng quy mô của hành vi như vậy vẫn là điều bị tranh cãi. Thái độ của các thành viên trong quân đội này đối với người Do Thái khá đa dạng, tùy thuộc vào mỗi đơn vị.

### Với người Nga
Mối quan hệ với người Nga Liên Xô nói chung là khá căng thẳng, bất chấp cả hai bên là Đồng minh của nhau do quá khứ thù hận với các cuộc chiến tranh liên tục trong hàng trăm năm từ thời Đế quốc Nga và Thịnh vượng chung Ba Lan-Litva, đặc biệt là do Nga đã đóng vai trò trong việc Phân chia Ba Lan và khiến Ba Lan vong quốc suốt hơn trăm năm trước, cùng với thêm việc Liên Xô đồng lõa với Đức xâm lược Ba Lan vào năm 1939 đã làm vấn đề thêm căng thẳng. Ba Lan cáo buộc Liên Xô tìm cách gây khó khăn cho các lực lượng kháng chiến như Armia Krajowa trong cuộc chiến. Mối quan hệ vốn không êm đẹp này lại càng gặp khó khăn sau khi Liên Xô tiến quân vào Ba Lan năm 1945. Trong cuộc nổi dậy Warszawa 1944, sự thất bại của Ba Lan dẫn đến hậu quả tàn khốc là cả thành phố Warszawa bị quân Đức phá trụi, và phía Ba Lan buộc tội Liên Xô đã ngừng tiến công nên quân Đức mới có cơ hội quay lại tấn công họ. Vì vậy mà có rất ít sự cộng tác mà chủ yếu là đụng độ ngầm giữa hai bên.

### Với người Ukraina
Mối quan hệ với người Ukraina nói chung là khá phức tạp do những nghi kỵ dai dẳng trong lịch sử hai nước. Mặc dù đã từng là đồng minh với các lực lượng dân tộc Chủ nghĩa Ucraina vào năm 1920, nhưng việc những người Ukraina ủng hộ Hồng Quân tấn công Ba Lan năm 1939, và vai trò đầy rối rắm của hai thủ lĩnh phong trào độc lập Ukraina là Stepan Bandera và Roman Shukhevych, những thủ lĩnh của lực lượng Quân đội Kháng chiến Ukraina (UPA) đã gây ra rất nhiều khó khăn cho quân nổi dậy Ba Lan. Trong khi người Ba Lan nhất quyết đánh đuổi phát xít Đức và cả Liên Xô ra khỏi đất nước, thì người Ukraina lại chỉ mong đánh đuổi người Nga, và không mặn mà trước việc chống lại người Đức.
Sự hợp tác giữa hai bên bị ảnh hưởng do tư tưởng đòi lập quốc Ukraina, và nhánh cực đoan của lực lượng UPA, do Bandera lãnh đạo, đã tiến hành nhiều chiến dịch diệt chủng người Ba Lan và người Do Thái. Một trong những sự việc như thế đã xảy ra vào năm 1943-44, được biết tới là vụ thảm sát Volhynia, mà gần 30.000-100.000 người Ba Lan bị tàn sát. Chính điều đó khiến sự thù địch gia tăng, mà về sau này, cũng vẫn khó tan trong lòng người dân Ba Lan.
Ngược lại, các lực lượng Ba Lan cũng tấn công, ám sát các thủ lĩnh du kích của Ucraina, và tiến hành các chiến dịch tấn công các làng quê Ucraina. Theo Grzegorz Motyka, các hành động của Ba Lan đã gây ra 10.000 - 15.000 cái chết của người Ucraina trong các năm 1943-47, bao gồm 8.000-10.000 trong lãnh thổ của Ba Lan ngày nay.

### Với người Litva
Sự hợp tác giữa người Litva với Ba Lan là một câu hỏi cũng khó trả lời, do yếu tố quá khứ. Cuộc nổi dậy Żeligowski vào năm 1920 ở Vilnius, vốn là ngòi nổ cho cuộc Chiến tranh Ba Lan-Litva sau đó, và sự kiện sáp nhập Vilnius, vốn được xem là thủ đô thiêng liêng của Litva, khiến cho hai bên chỉ thực sự cộng tác với nhau vào nửa cuối cuộc chiến, từ 1944-45, bất chấp cả hai có kẻ thù chung là Đức và Liên Xô.
Do yếu tố thù địch quá khứ, nhiều người Litva đã chọn cộng tác với Đức Quốc xã, và lực lượng cảnh sát mật Litva đã tàn sát rất nhiều người Ba Lan từ 1941, nổi tiếng nhất là vụ thảm sát Ponary. Nhiều lực lượng thuộc Quân Nhà Ba Lan đã trả đũa bằng các cuộc đột kích và tấn công quân Litva, gây tổn thất nặng nề.

Vào 1944, lực lượng Quân đội Nhà Ba Lan ở Vilnius do tướng Aleksander Krzyżanowski chỉ huy đã đề nghị hợp tác với thủ lĩnh kháng chiến nhưng cũng đầy xảo quyệt người Litva, Povilas Plechavičius, để cùng nhau chống Đức và Nga. Tuy nhiên Povilas từ chối, đòi Ba Lan rút khỏi Vilnius hoặc phải tham chiến chống Nga. Povilas thực ra là chỉ huy của lực lượng phòng thủ lãnh thổ Litva vốn thân Đức, nên việc này được coi là bất khả thi. Thế nhưng, sau khi Quân đội Nhà Ba Lan mật phục và tiêu diệt một tiểu đoàn quân Litva ở trận Murowana Oszmianka, hai bên đã lao vào giao chiến và tàn sát lẫn nhau. Các nhà chức trách Đức đã bí mật để hai bên tự diệt nhau trong khi Nga chộp lấy cơ hội và kéo tới tái chiếm Litva.

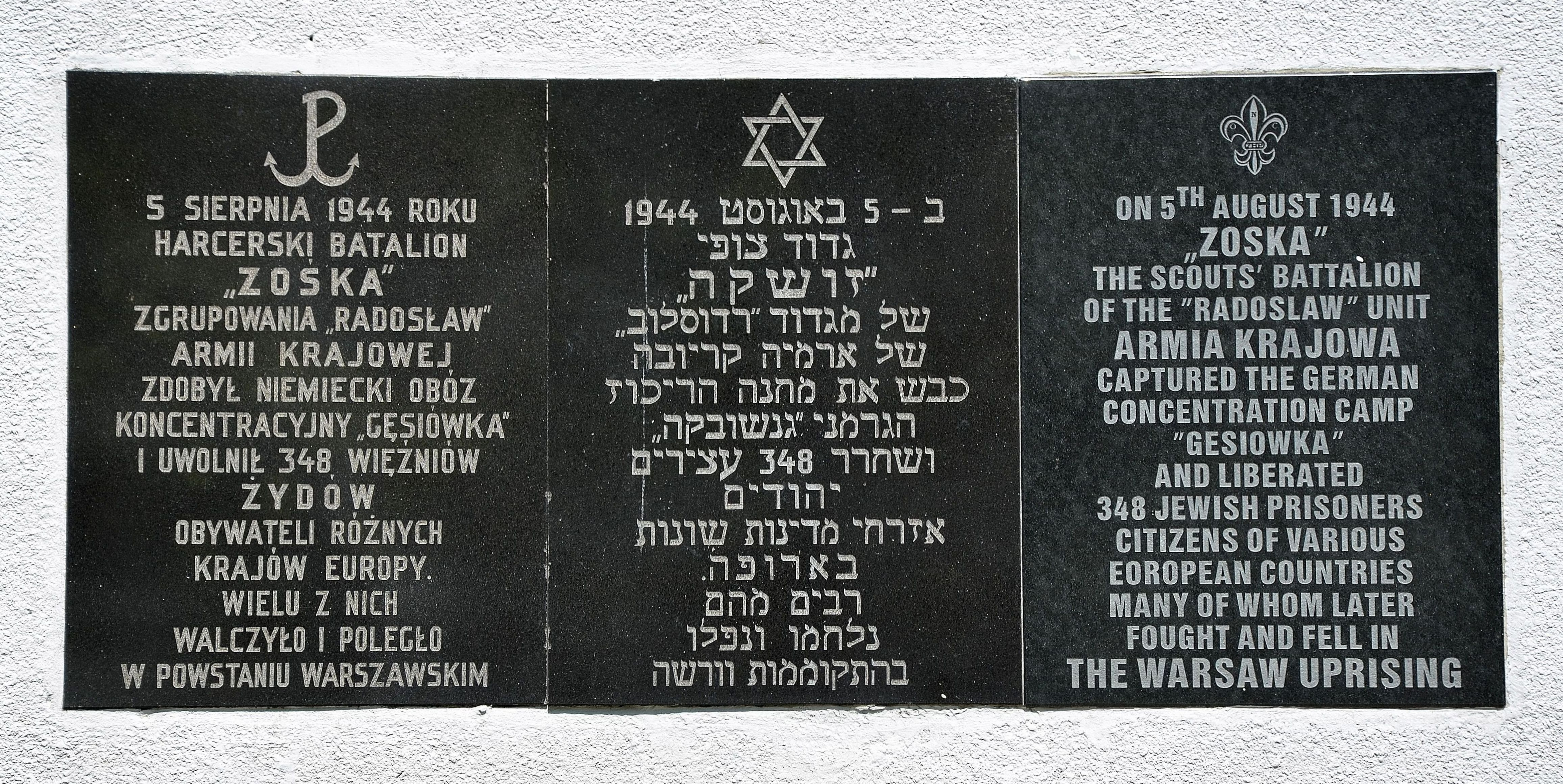
Bia đá Gęsiówka khắc công ơn của người Do Thái bằng tiếng Ba Lan, Hebrew và Anh.

## Hậu chiến

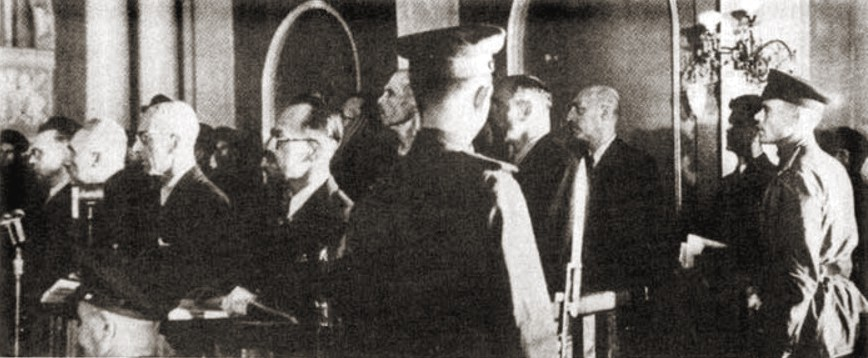
June 1945 Moskva show trial of 16 leaders of the Polish wartime underground movement (including Home Army and civil authorities), who were convicted of "drawing up plans for military action against the Hoa KỳS.R." They had been invited in March 1945 to help organize a Polish Government of National Unity and had been immediately arrested by the Soviet NKVD. Despite the court's lenience, 6 years later only two were still alive.

Trước việc Liên Xô kéo sang và sự thành lập chính phủ Cộng sản lên Ba Lan sau này, những người lính từng tham chiến cho lực lượng Quân đội Nhà, vốn không bao giờ chấp nhận sự hiện diện của người Nga, đã tiếp tục chiến đấu chống lại Nhà nước Cộng hòa Nhân dân Ba Lan. Một số nhóm nhỏ vẫn còn tiếp tục chiến đấu cho tới khi bị dập tắt vào năm 1961. Họ được biết tới ở Ba Lan là Những người lính bị nguyền rủa.